# Dekanat Poznań-Łazarz
Dekanat Poznań-Łazarz – jeden z 43 dekanatów archidiecezji poznańskiej. 

## Parafie
- parafia pw. Chrystusa Króla – Poznań/Górczynek - Poznań/Kopanina,
- parafia pw. Chrystusa Sługi – Poznań/Górczyn - Poznań/południowy Łazarz,
- parafia pw. Matki Boskiej Bolesnej w Poznaniu – Poznań/południowy Łazarz,
- parafia pw. Najświętszej Maryi Panny Matki Kościoła w Poznaniu – Poznań/Świerczewo,
- parafia pw. Najświętszej Maryi Panny z La Salette – Poznań/północne Junikowo,
- parafia pw. św. Andrzeja Boboli w Poznaniu – Poznań/południowe Junikowo,
- parafia pw. św. Anny w Poznaniu – Poznań/północny Łazarz,
- parafia pw. św. Jadwigi Śląskiej w Poznaniu – Poznań/Osiedle Kwiatowe,
- parafia pw. Świętego Krzyża – Poznań/Górczyn,
- parafia pw. Świętej Rodziny w Poznaniu – Poznań/osiedle Mikołaja Kopernika/Raszyn.

Sąsiednie dekanaty:
- Poznań-Jeżyce,
- przeźmierowski
- luboński,
- Poznań-Stare Miasto.

Administracyjnie dekanat położony jest w południowo-wschodniej części dzielnicy Grunwald oraz południowo-zachodniej części dzielnicy Wilda.

## Kościoły parafialne
- Kościół Chrystusa Króla w Poznaniu
- Kościół Chrystusa Sługi w Poznaniu
- Kościół Matki Boskiej Bolesnej w Poznaniu
- Kościół Najświętszej Maryi Panny Matki Kościoła w Poznaniu
- Kościół Najświętszej Maryi Panny z La Salette w Poznaniu
- Kościół św. Andrzeja Boboli w Poznaniu
- Kościół św. Anny w Poznaniu
- Kościół św. Jadwigi Śląskiej w Poznaniu
- Kościół Świętego Krzyża w Poznaniu
- Kościół Świętej Rodziny w Poznaniu

## Galeria

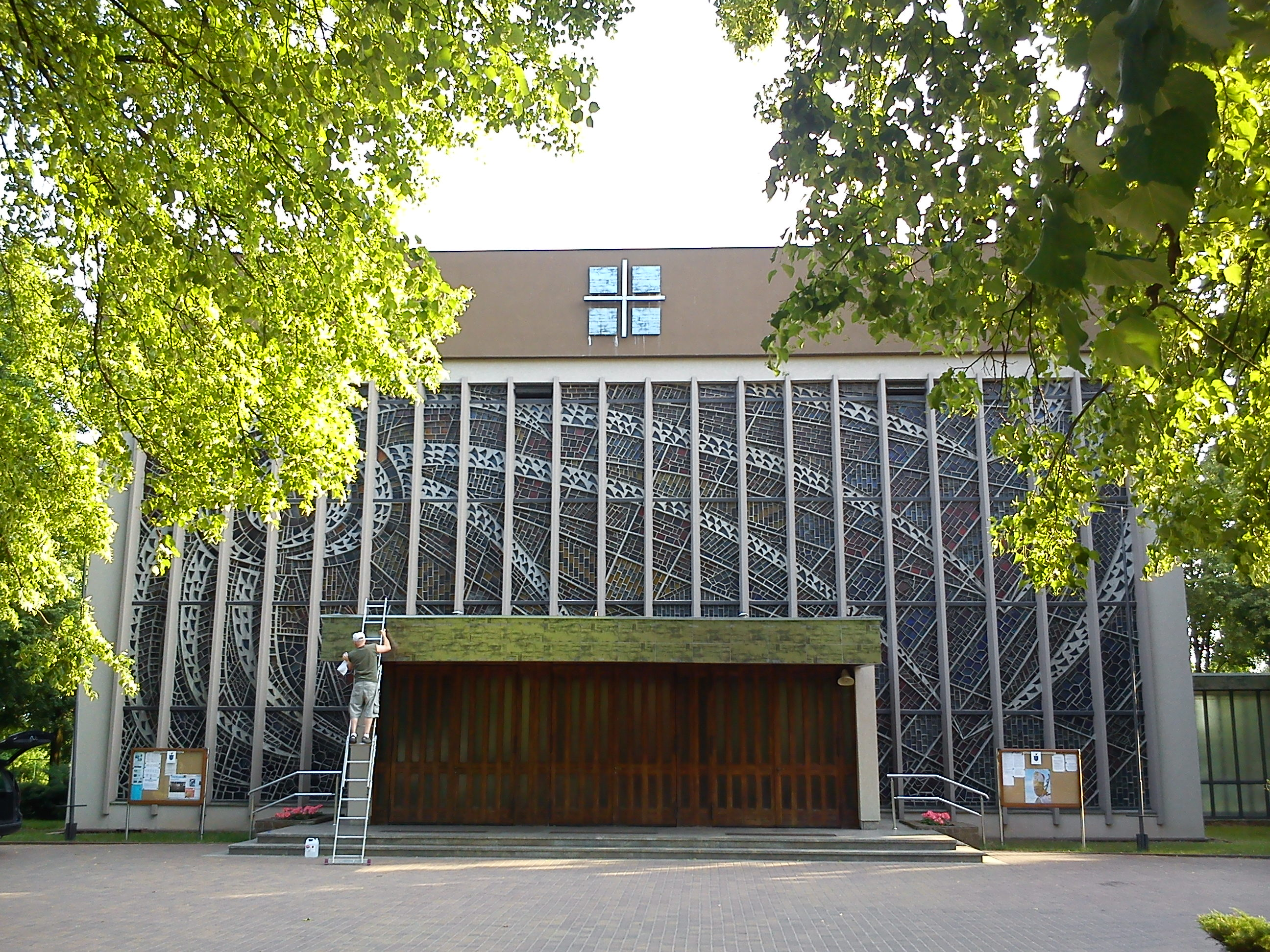
Kościół Chrystusa Króla
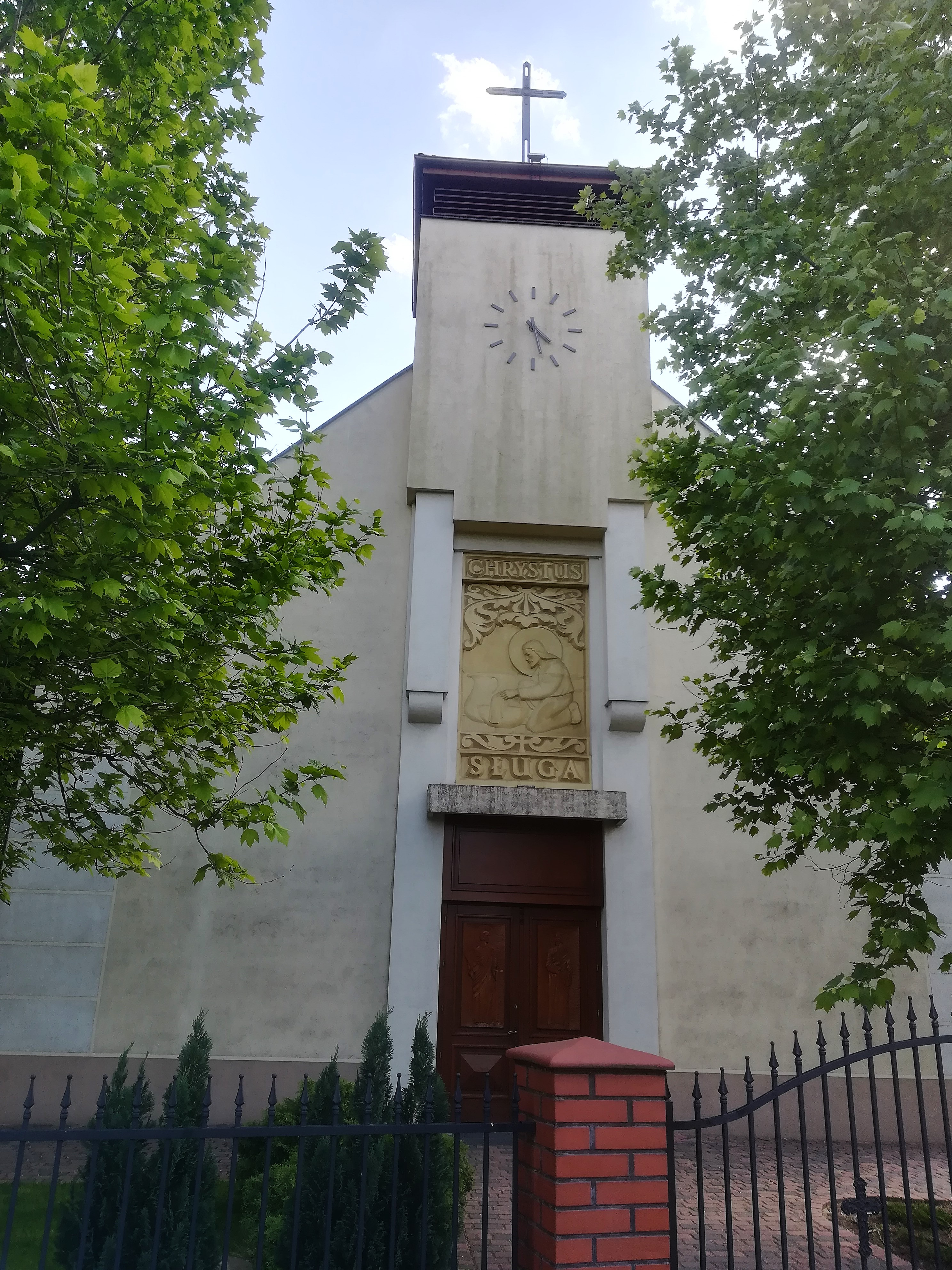
Kościół Chrystusa Sługi
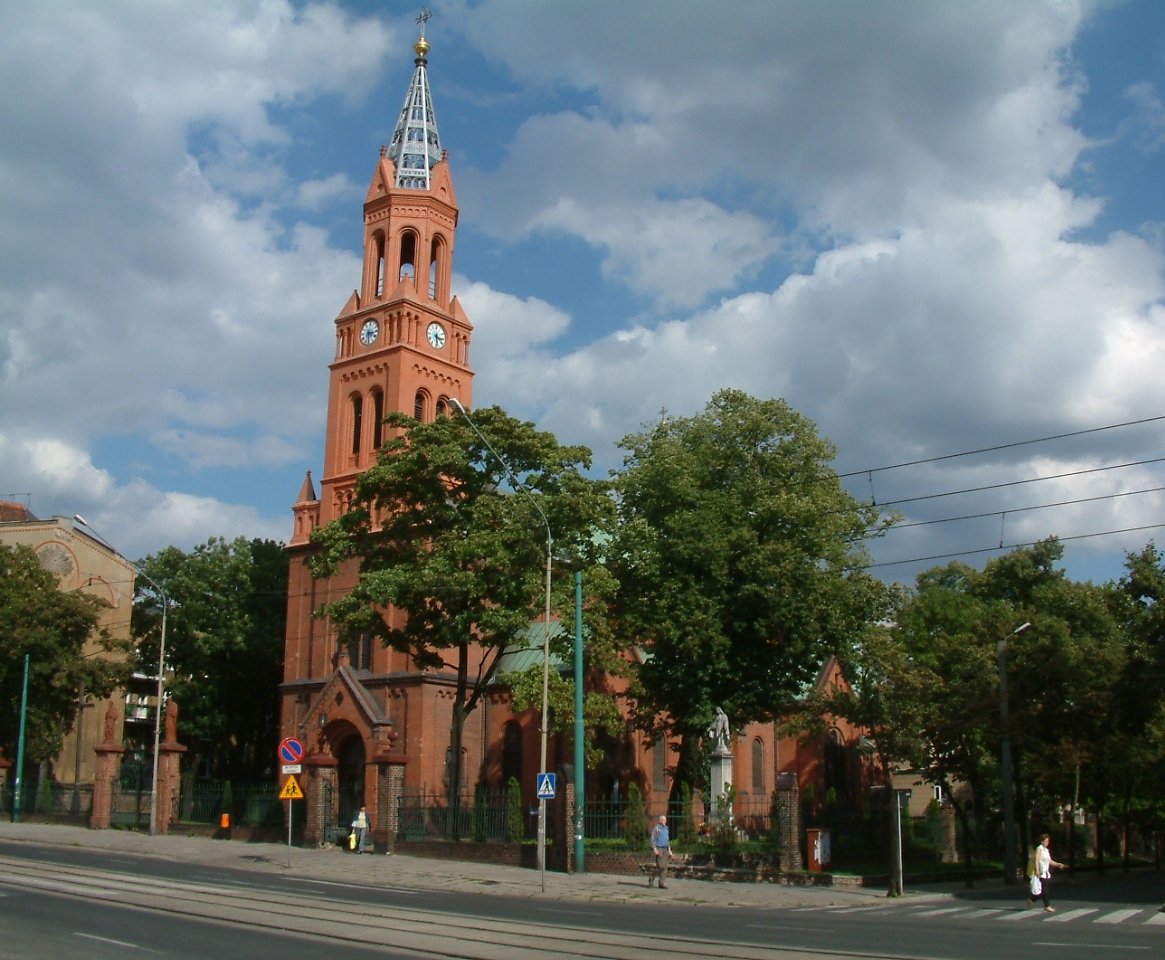
Kościół Matki Boskiej Bolesnej
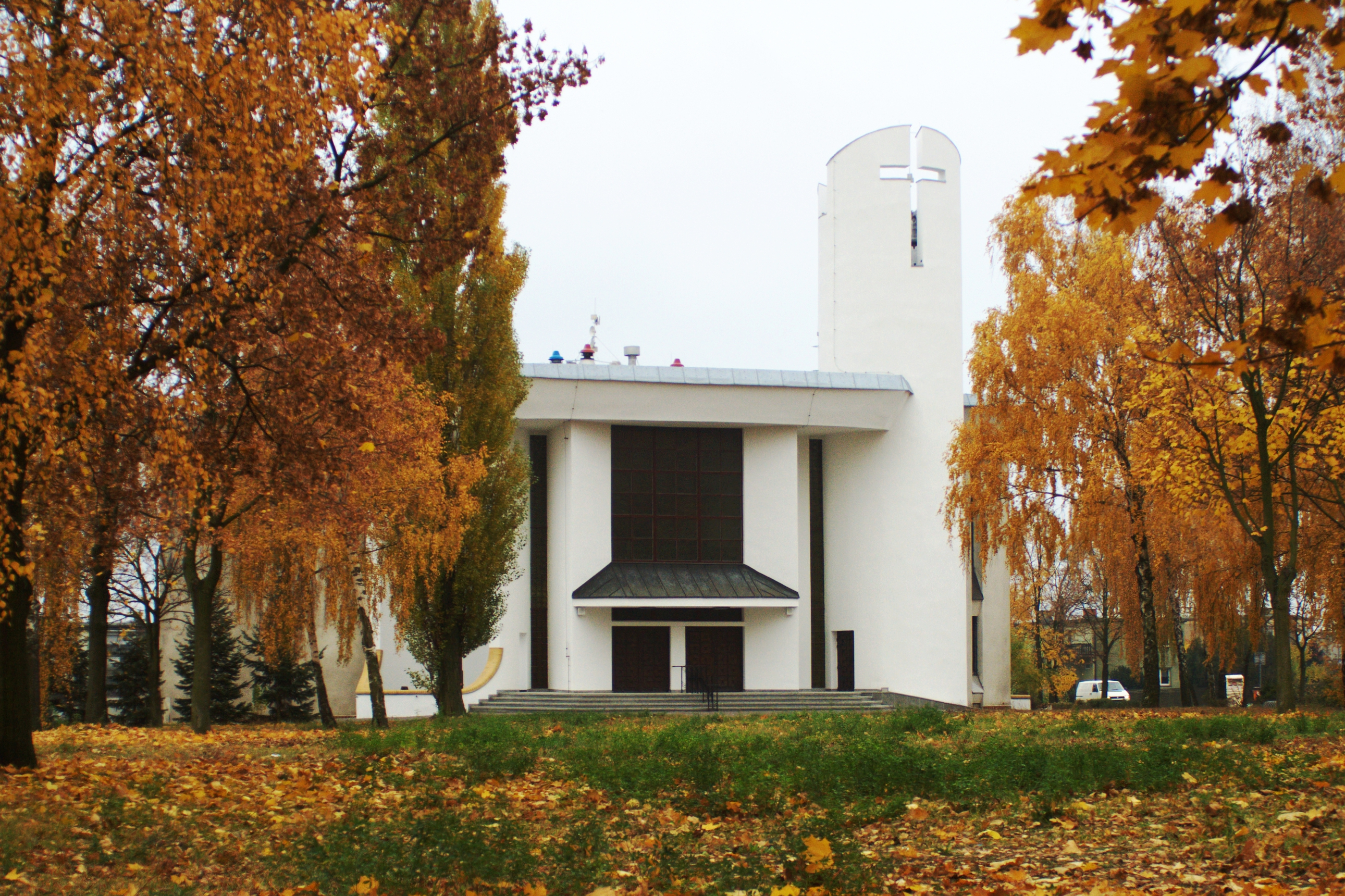
Kościół Najświętszej Maryi Panny Matki Kościoła
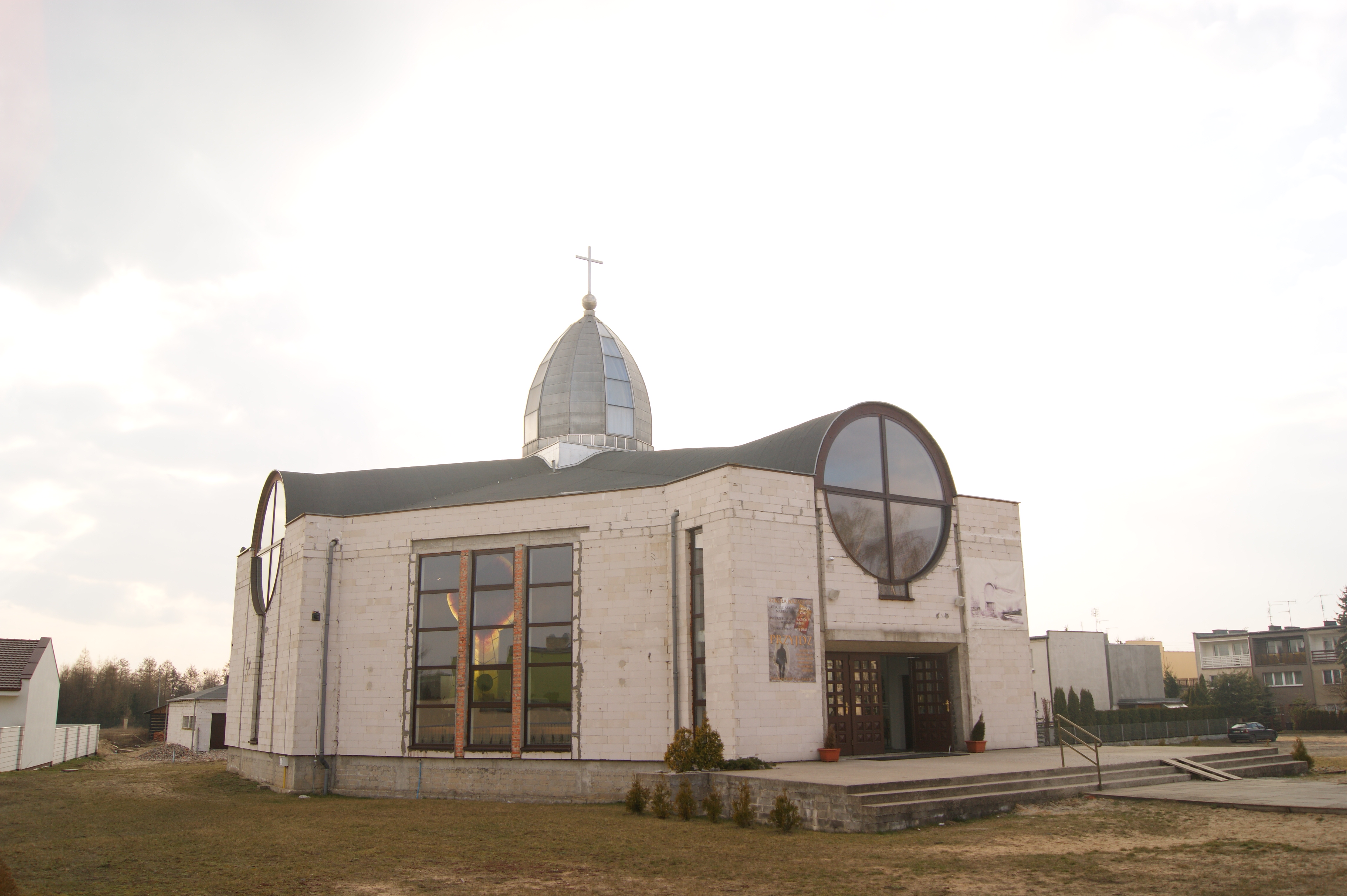
Kościół Najświętszej Maryi Panny z La Salette
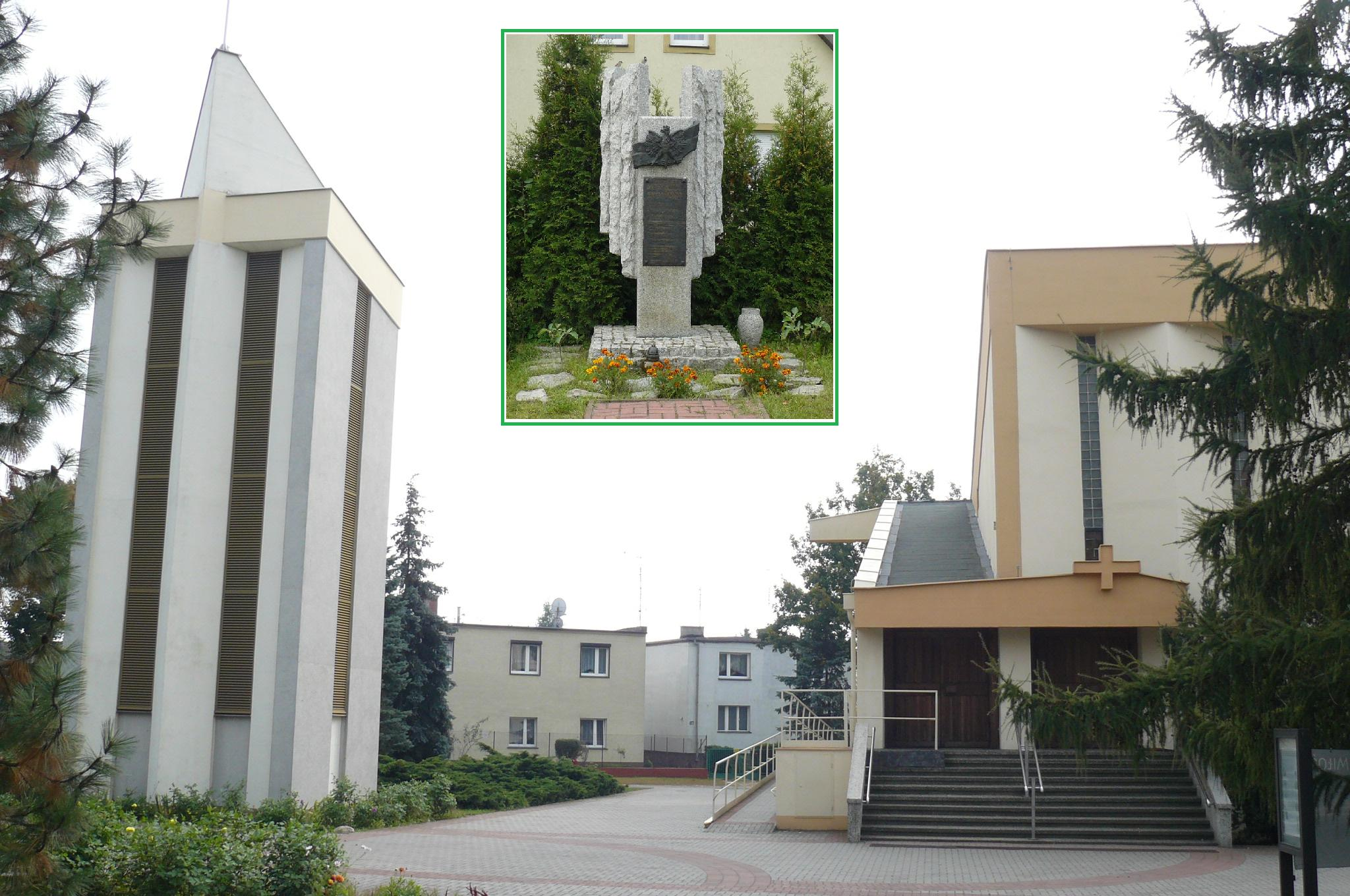
Kościół św. Andrzeja Boboli
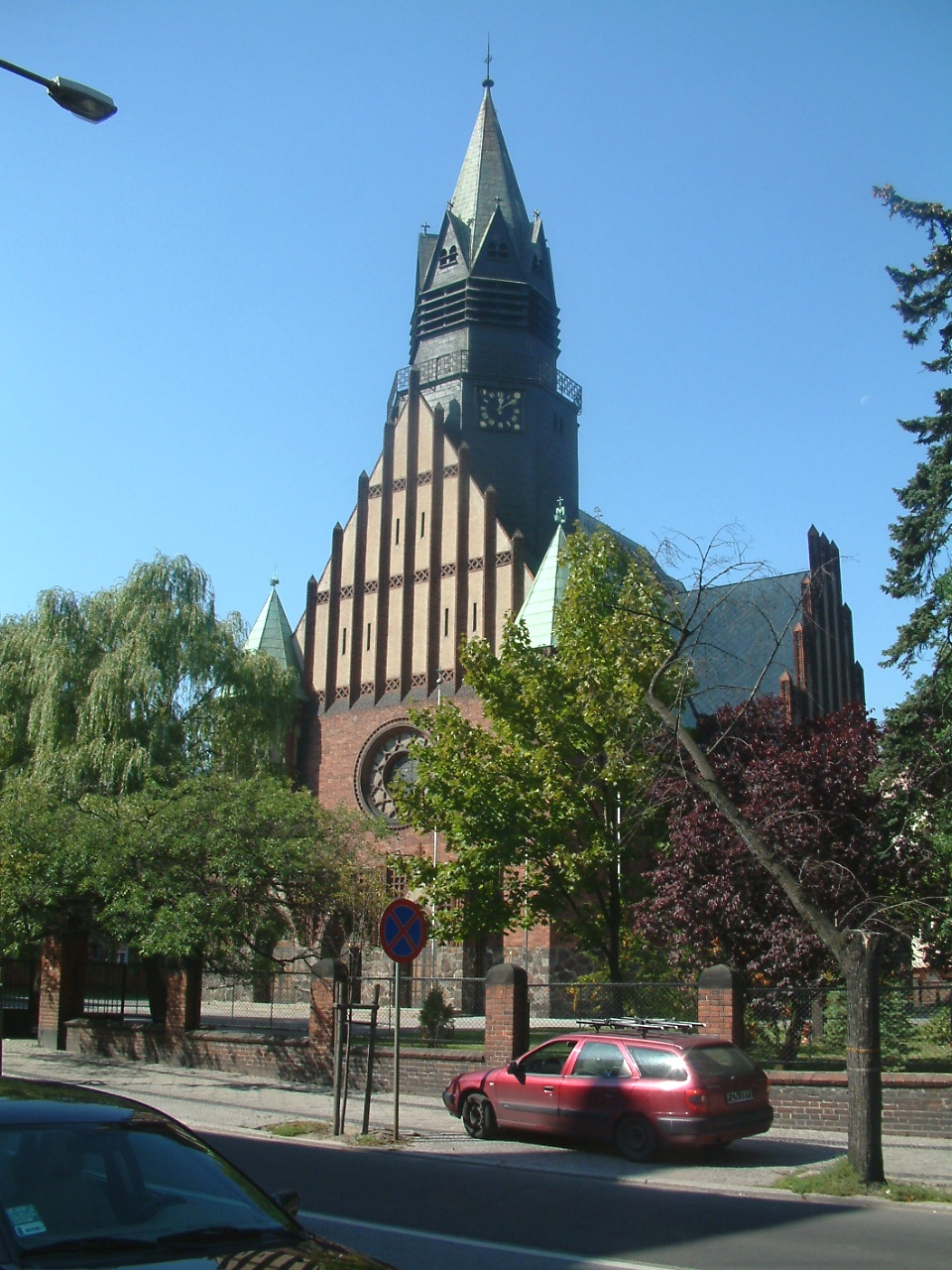
Kościół św. Anny
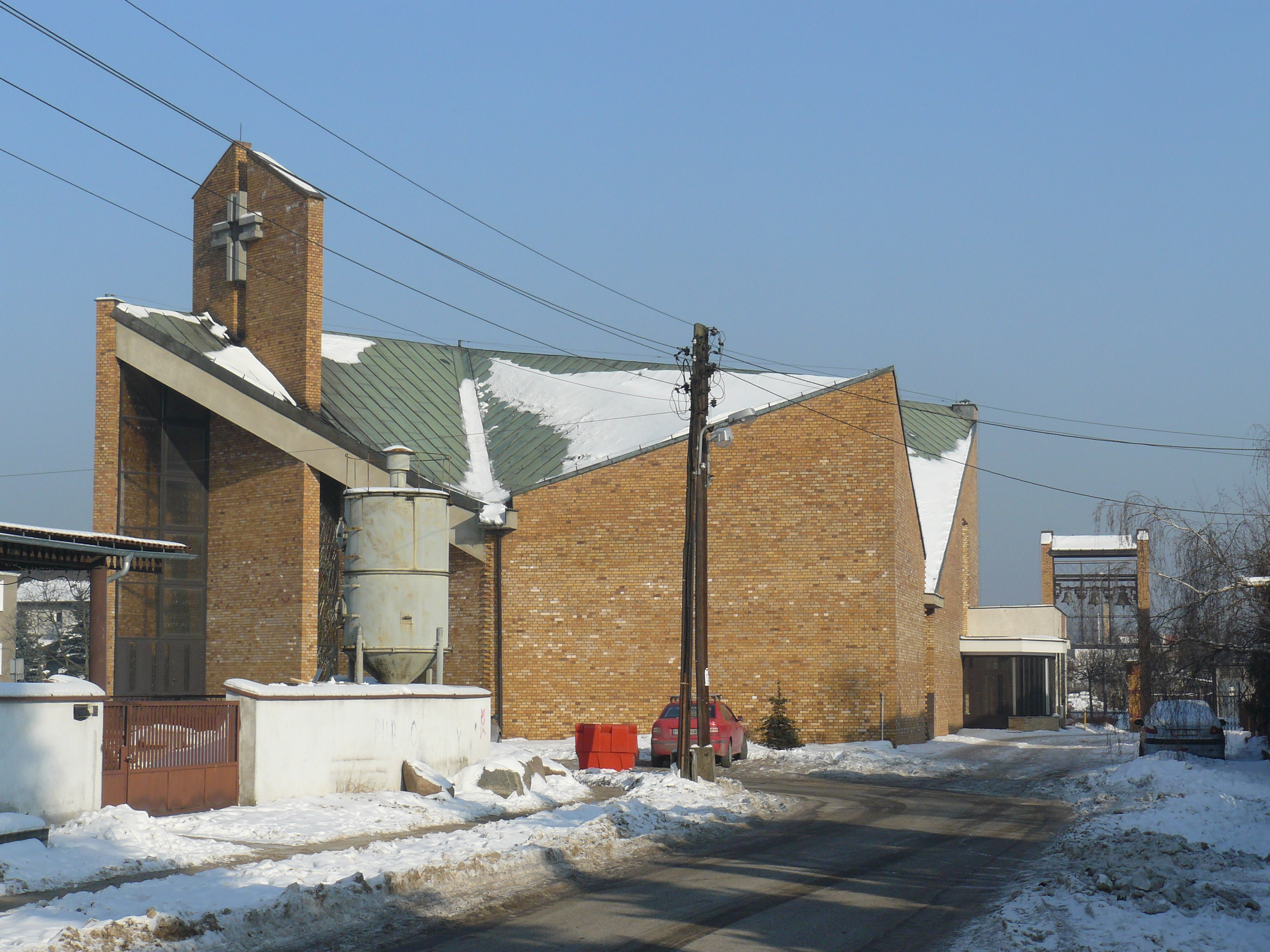
Kościół św. Jadwigi Śląskiej
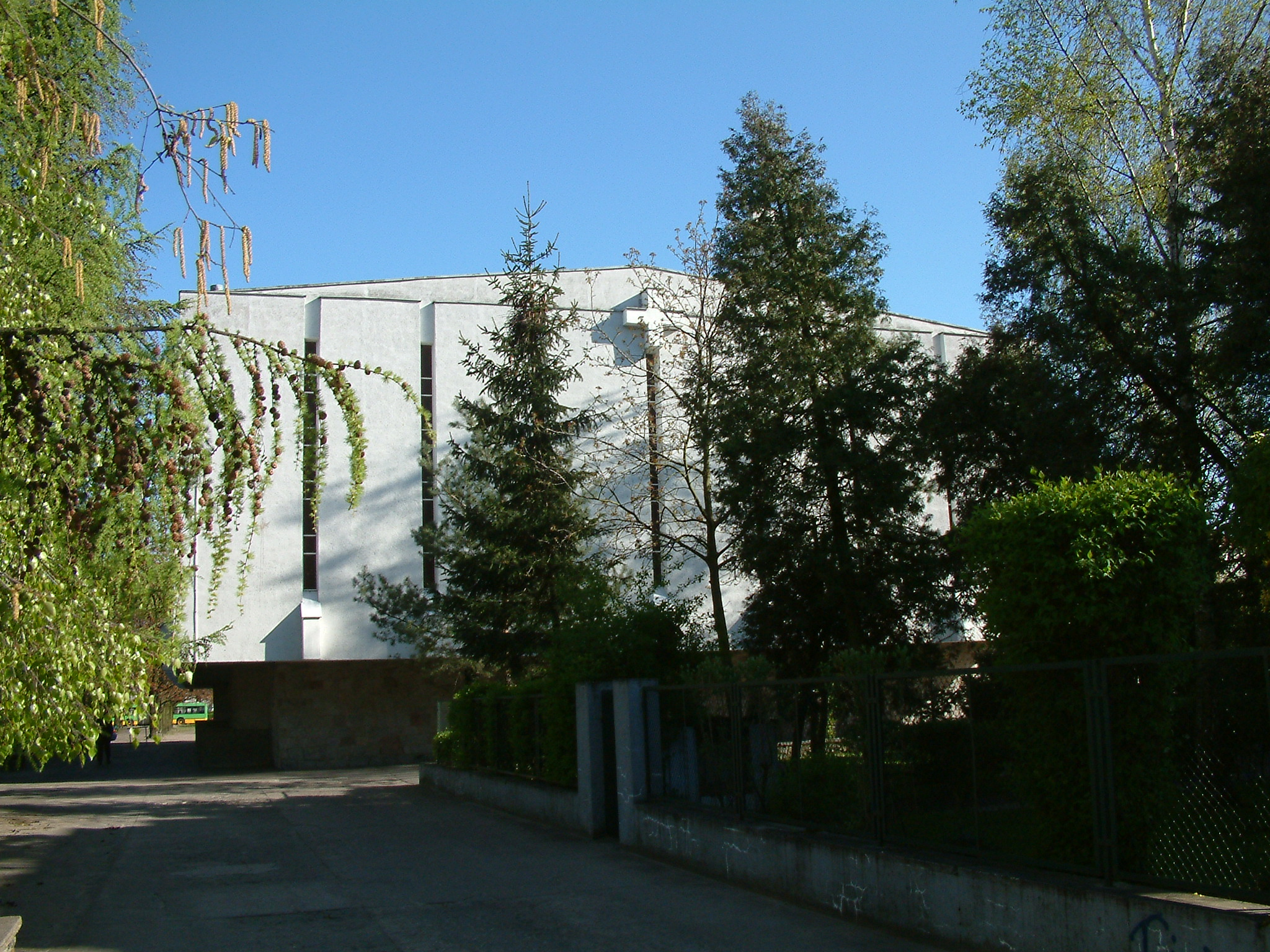
Kościół Świętego Krzyża
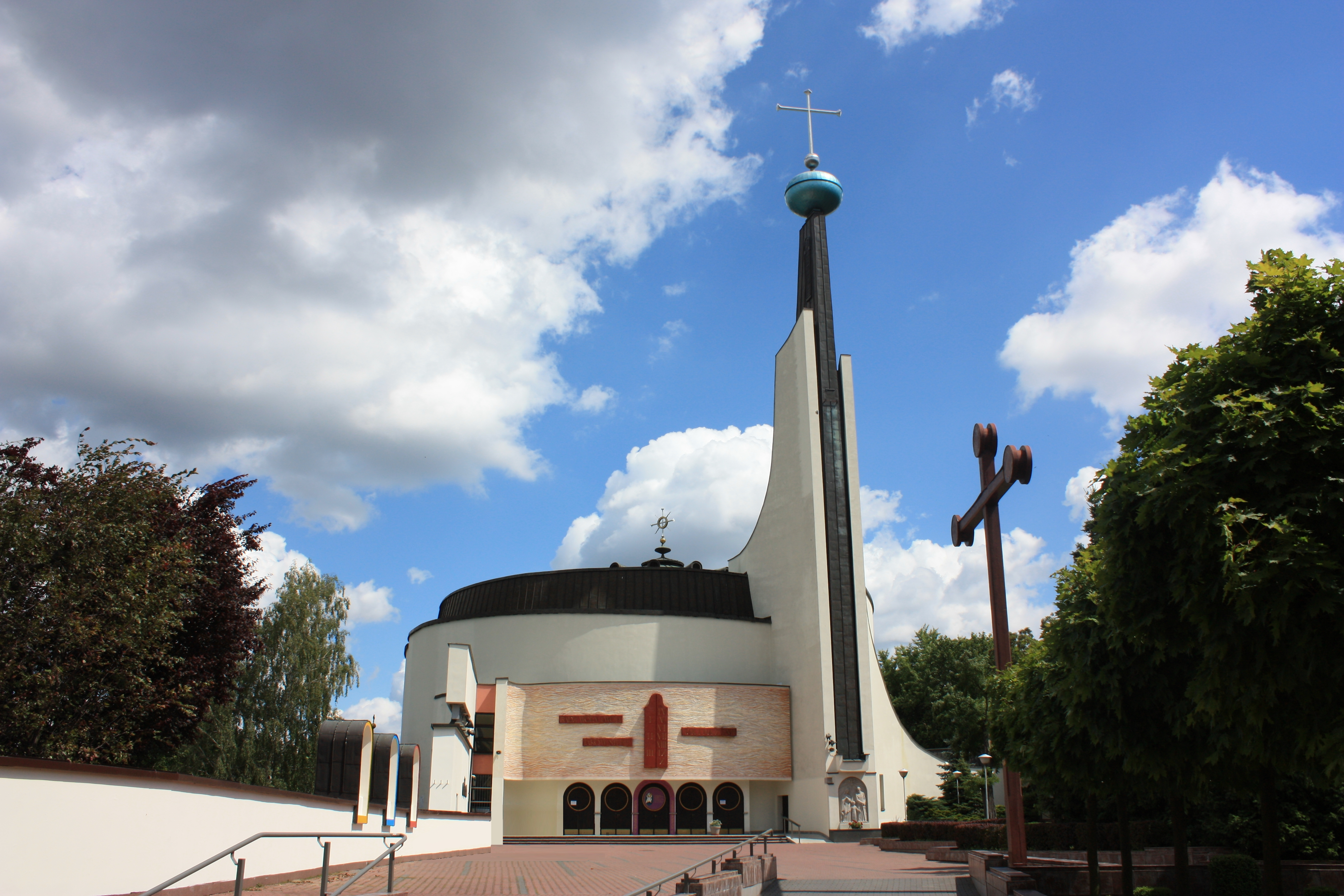
Kościół Świętej Rodziny